# Мої серед чужих
«Мої серед чужих»: Читацький путівник для дітей старшого шкільного та молодшого студентського віку — збірка українського письменника, критика, перекладача, есеїста, колумніста, педагога Олександра Бойченка. Опублікована 2017 року у видавництві «Видавництво 21».

## Опис
Автор представляє біографії та розмірковує про особливості творів своїх улюблених іноземних авторів. У підзаголовку збірки вказано також її призначення, сформульоване автором: «Читацький путівник для дітей старшого шкільного та молодшого студентського віку». Вона написана у жанрі есе і поділена на декілька розділів відповідно до регіону походження автора відносно України або рідної для Бойченка Буковини: 
- Кілька орієнтирів:

- - Сократ
  - Марк Аврелій
  - Імануель Кант
  - Сьорен К'єркеґор
  - Фрідрих Ніцше
  - Карл Ґустав Юнґ
  - Альбер Камю
  - Єжи Ґєдройць
  - Іван Павло II
  - Лешек Колаковський
- Близький світ:
  - Німецькомовні поети Буковини
  - Леопольд фон Захер-Мазох
  - Франц Кафка
  - Людвік Морстин
  - Вітольд Ґомбровіч
  - Анджей Бобковський
  - Станіслав Єжи Лєц
  - Тадеуш Боровський
  - Ґустав Герлінґ-Ґрудзінський
  - Казімєж Мочарський
  - Чеслав Мілош
  - Збігнев Герберт
  - Марек Гласко
  - Ян Гімільсбах
  - Богуміл Грабал
  - Адам Міхнік, Януш Ґловацький
  - Богдан Задура
  - Петер Зілагі
  - Анджей Стасюк
  - ВойЦех Кучок
  - Даніель Одія
  - Кшиштоф Чижевський
- Старий світ:
  - Ґюстав Флобер
  - Артюр Рембо
  - Ґі де Мопасан
  - Генрик Ібсен
  - Кнут Гамсун
  - Марсель Пруст
  - Джеймс Джойс
  - Ерих Марія Ремарк
  - Герман Гесе
  - Гайнрих Ман, Томас Ман
  - Бертольт Брехт
  - Жан-Поль Сартр
  - Борис Віан
  - Ганс Ерих Носак
  - Макс Фріш
  - Вільям Ґолдинґ
  - Ежен Йонеско
- Дитячий світ:
  - Льюїс Керол, Алан Мілн
  - Рене Ґосіні, Жан-Жак Семпе
  - Ерик-Еманюель Шміт
  - Кристіне Нестлінґер
  - Юстейн Ґордер
- Далекий світ:
  - Марк Твен
  - Скот Фіцджеральд
  - Ернест Гемінґвей
  - Томас Вулф, Вільям Фолкнер
  - Джозеф Гелер
  - Бітники
  - Кен Кізі
  - Джером Девід Селінджер
  - Джонатан Фоєр
  - Габріель Гарсія Маркес
  - Кобо Абе
- Інший світ:
  - Михайло Лєрмонтов
  - Антон Чехов
  - Осип Мандельштам
  - Вєнєдікт Єрофєєв
  - Сергій Довлатов
  - Віктор Єрофєєв
  - Віктор Пєлєвін
  - Ігор Померанцев

## Критика
Література критика позитивно оцінила збірку Олександра Бойченка. Літературний критик Лесь Белей зауважив, що «анотація окреслює тематичний ареал у океані світової літератури: «Не всі важливі для автора зарубіжні письменники представлені у цій книзі, але всі представлені (за винятком одного) є для нього важливими». У книзі згадується понад сімдесят імен класиків красного письменства – від Сократа до Даніеля Одії та Пейтера Зілагі. «Неважливий» – це Джонатан Фоєр. Тому справді ця книга не є вичерпним «путівником» по всій світовій літературі, ані хронологічно, ані географічно, ані тематично чи жанрово. Але цієї мети автор собі й не ставив».

### Видавництво
- «Мої серед чужих» [Архівовано 5 січня 2019 у Wayback Machine.] на сайті «Видавництва 21»

### Критика, події
- Презентація книги [Архівовано 6 січня 2019 у Wayback Machine.]. Українська Правда. Життя
- Белей Л. (10 травня 2012). Путівник буковинського перверта по світовій літературі. ЛітАкцент. Архів оригіналу за 6 січня 2019. Процитовано 5 січня 2019.
- Олександр Бойченко: «Мрію про таку українську літературу, яка буде здатна охопити та вдовольнити інтереси всіх верств населення». Міст. online. 22 лютого 2018. Архів оригіналу за 6 січня 2019. Процитовано 5 січня 2019.